# Eskadrille 724
Eskadrille 724 er en helikoptereskadrille i flyvevåbnet, der har hjemme på Flyvestation Karup mellem Herning og Viborg. Den leverer med eskadrillerne 722 og 723 al helikopterflyvning til forsvaret.
Eskadrillen blev officielt oprettet den 7. august 2003 da Hærens flyvetjeneste (HFT) blev nedlagt og omdannet til Eskadrille 724. Navnet "Hærens Flyvetjeneste" blev dog stadig benyttet frem til august 2005.
Eskadrillen opererer 12 stk. AS 550 Fennec og frem til 12. september 2005 desuden 10 stk. H-500 Cayuse helikoptere. 

## Forhistorie
Eskadrillen har eksisteret tidligere, her opererede den dog ikke helikoptere, men jagerfly.
Den 8. januar 1951 oprettedes på Flyvestation Karup en eskadrille bestående af 20 Gloster Meteor-jagerfly. I juni 1952 blev eskadrillen flyttet til Flyvestation Aalborg hvor den i 1956 blev udstyret med Hawker Hunter-jagerfly. I 1958 flyttede man tilbage til Karup, men allerede i 1959 blev eskadrillen igen flyttet, denne gang til Flyvestation Skrydstrup.
Ved forsvarsforliget den 26. april 1973 blev det besluttet at nedlægge Eskadrille 724. Det sidste Hawker Hunter-jagerfly blev fløjet til Flyvestation Aalborg den 30. marts 1974 hvorefter eskadrillen blev opløst.